# 동문회

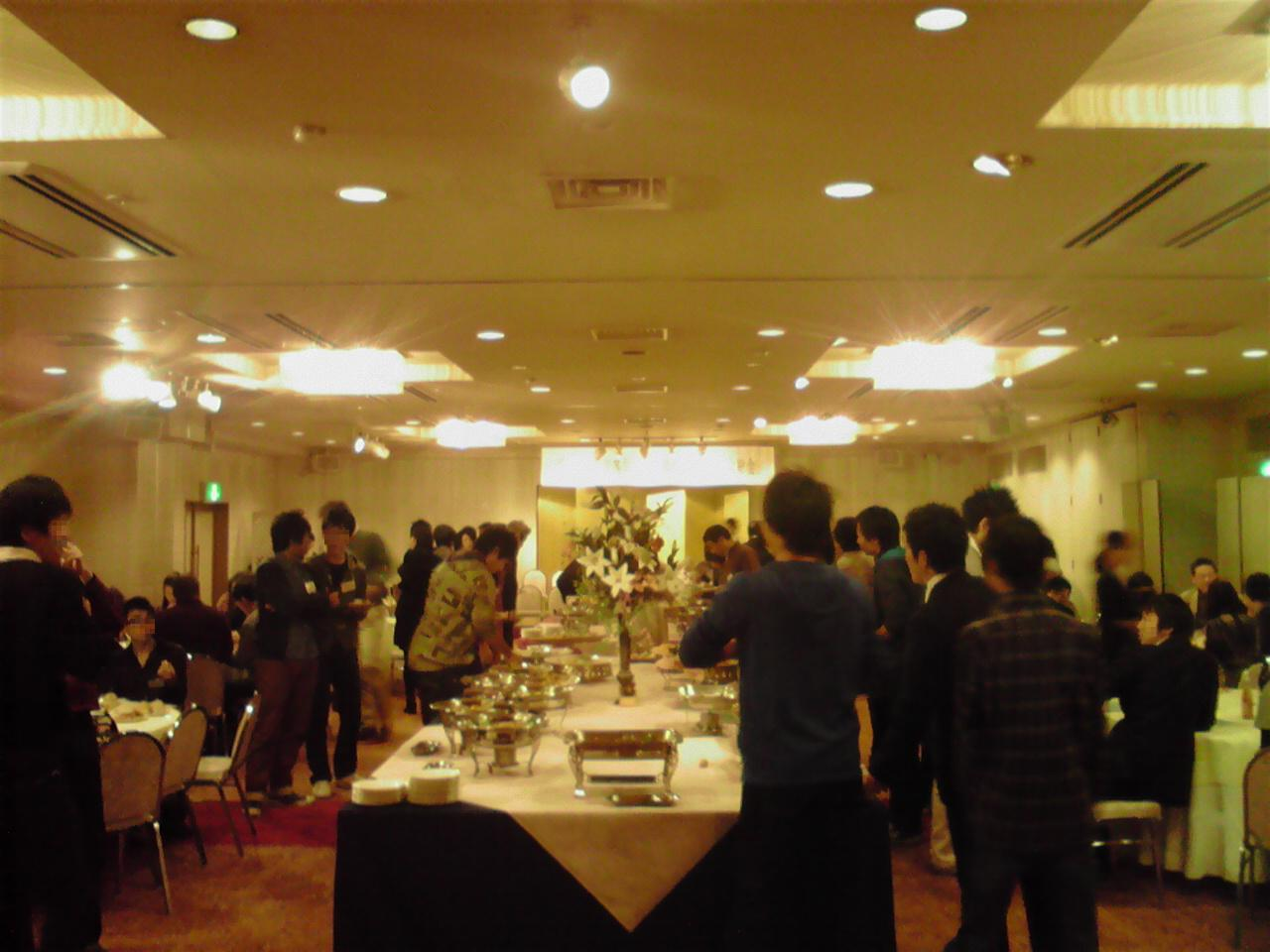
동문회 파티의 모습.

동문회(同門會)는 같은 모교 출신끼리 모여 만든 조직이다.

## 대한민국
한국에서는 초등학교, 중학교, 고등학교, 대학교 등의 교육기관에서 같은 연도에 수학한 사람들 간 동문회가 활성화되어 있다. 학교 졸업 시 졸업앨범을 제작하고, 주소록을 만들어 연락을 원활하게 한다. 다른 교육과정 예를 들어 사관후보생 훈련 과정이나 전문 대학원의 동문회도 동기모임의 형식으로 활성화되어 있다. 동문회는 보통 동문회 회장과 집행부로 구성이 되어 있고 각종 행사를 치르며 회비로 운영비를 충당한다.